# Mitsuo Ogasawara
Mitsuo Ogasawara (jap. 小笠原満男 Ogasawara Mitsuo; ur. 5 kwietnia 1979 w Morioce) – japoński piłkarz grający na pozycji pomocnika. Pięciokrotny członek najlepszej jedenastki J-League (2001, 2002, 2003, 2004, 2005). Właściciel również kilku innych tytułów.

## Osiągnięcia

### Indywidualne
- Członek najlepszej jedenastki J-League: 2001, 2002, 2003, 2004, 2005.

### Drużynowe
- Mistrzostwa Świata U-20 w Piłce Nożnej (2. miejsce): 1999.
- Puchar Azji (1. miejsce): 2004.
- Mistrz Japonii: 1998, 2000, 2001.

## Gole w Reprezentacji
| Lp. | Data            | Miasto           | Przeciwnik     | Wynik | Rezultat   |
| --- | --------------- | ---------------- | -------------- | ----- | ---------- |
| 1.  | 7 lutego 2004   | Kashima, Japonia | Malezja        | 4-0   | Zwycięstwo |
| 2.  | 9 czerwca 2004  | Saitama, Japonia | Indie          | 7-0   | Zwycięstwo |
| 3.  | 2 lutego 2005   | Saitama, Japonia | Syria          | 3-0   | Zwycięstwo |
| 4.  | 9 lutego 2005   | Saitama, Japonia | Korea Północna | 2-1   | Zwycięstwo |
| 5.  | 3 czerwca 2005  | Manama, Bahrajn  | Bahrajn        | 1-0   | Zwycięstwo |
| 6.  | 7 września 2005 | Rifu, Japonia    | Honduras       | 5-4   | Zwycięstwo |
| 7.  | 18 lutego 2006  | Fukuroi, Japonia | Finlandia      | 2-0   | Zwycięstwo |

## Statystyka
- Stan na 10 VII 2007:

| Sezon | Drużyna         | Kraj    | Liga | Występy | Gole |
| ----- | --------------- | ------- | ---- | ------- | ---- |
| 1998  | Kashima Antlers | Japonia | 1    | 5       | 0    |
| 1999  | Kashima Antlers | Japonia | 1    | 15      | 4    |
| 2000  | Kashima Antlers | Japonia | 1    | 28      | 3    |
| 2001  | Kashima Antlers | Japonia | 1    | 24      | 7    |
| 2002  | Kashima Antlers | Japonia | 1    | 27      | 4    |
| 2003  | Kashima Antlers | Japonia | 1    | 27      | 7    |
| 2004  | Kashima Antlers | Japonia | 1    | 28      | 7    |
| 2005  | Kashima Antlers | Japonia | 1    | 30      | 11   |
| 2006  | Kashima Antlers | Japonia | 1    | 20      | 3    |
| 06/07 | FC Messina      | Włochy  | 1    | 6       | 1    |
| 2007  | Kashima Antlers | Japonia | 1    | 18      | 1    |